# Johann Kaspar Sing
Johann Kaspar Sing (né en 1651 à Braunau am Inn, mort le 16 février 1729 à Munich) est un peintre bavarois.

## Biographie
Johann Kaspar Sing est répertorié dans le livre des maîtres peintres de la ville de Munich. En 1698, il acquiert la citoyenneté munichoise et est ensuite nommé peintre de la cour de l'électeur bavarois. Il crée principalement de nombreuses peintures religieuses pour les églises de la Vieille-Bavière (de), de la Souabe et de Suisse. Les Jésuites étaient des clients fréquents. Ses étudiants sont notamment son petit-neveu Franz Joseph Spiegler ainsi qu'A. Schwarzhuber et F.J. Winter.

## Œuvres

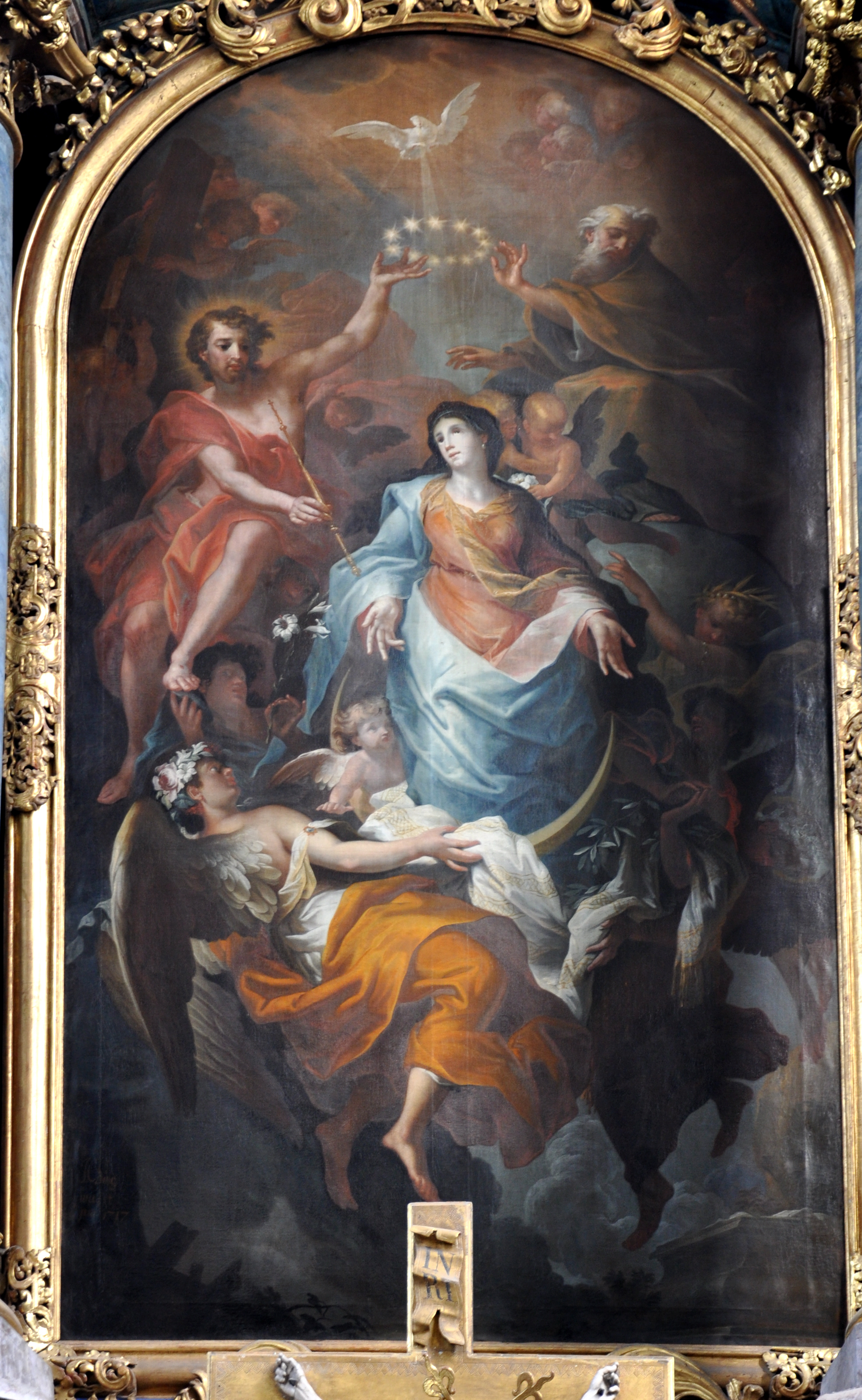
Couronnement de la Vierge Marie, retable du maître-autel de Bad Schussenried, 1717

- Altötting, ancienne église jésuite Sainte-Madeleine : deux peintures d'autel latérales (1712)
- Amberg, collège des Jésuites : Scènes de la vie de Marie
- Braunau, église paroissiale de la ville : retable de la chapelle Saint-Michel
- Braunau : Église de Braunau-Ranshofen : Retable majeur
- Burgrain (de), chapelle du château Saint-Georges : peintures du maître-autel et des retables latéraux
- Attribué à tort : Dorfen : Peintures dans la salle de réunion de la mairie avec des thèmes de l'Ancien Testament et du christianisme[2]
- Cathédrale d'Eichstätt : Tableau d'autel de Madeleine pénitente
- Einsiedeln, église confessionnelle : Sainte-Madeleine (1682)
- Cathédrale de Freising : Tableau Conversion de Paul
- Herrieden, ancienne collégiale, aujourd'hui église paroissiale Saint-Guy : peinture du maître-autel
- Ingolstadt, Église hospitalière du Saint-Esprit : Peinture d'autel Effusion du Saint-Esprit
- Innsbruck, église des Jésuites : Peinture de Saint Ignace
- Katscher, église paroissiale Saint-Thomas : peinture du maître-autel
- Kempten, collégiale : peinture de l'autel en marbre rouge
- Landau, église paroissiale de la ville : peinture du maître-autel de l'Assomption de Marie (1713)
- Landshut, église Saint-Martin : Peinture d'autel représentant des anges gardiens et des anges portant le corps de Sainte Catherine au paradis
- Munich, église des Théatins : Saint Johann Népomucène
- Munich, église du Saint-Esprit : tableau du maître-autel Effusion du Saint-Esprit (1697)
- Oberaltaich, Église abbatiale : Peintures des quatre évangélistes et des quatre pères de l'Église
- Cathédrale de Passau : Adoration de St. Trois Rois (1697)
- Rotthalmünster, Église paroissiale : Maître-retable de l'Assomption de Marie
- Soleure, église des Jésuites : Peintures des autels latéraux
- Straubing, église de l'Ange Gardien : peintures du maître-autel et des retables latéraux
- Vilshofen, Église Saint-Jean-Baptiste : Tableau du maître-autel Saint-Nicolas (1719)
- Wertach : Tableau du maître-autel Fuite en Egypte